# Manabu Orido
Manabu „MAX” Orido (jap. 織戸学 Orido Manabu; ur. 3 grudnia 1968 w Chibie) – japoński kierowca wyścigowy.

## Kariera
Orido rozpoczął karierę w międzynarodowych wyścigach samochodowych w 1993 roku od startów w klasie GT300 Super GT. Z dorobkiem dziesięciu punktów uplasował się na dziewiętnastej pozycji w klasyfikacji generalnej. W późniejszych latach Japończyk pojawiał się także w stawce All-Japan GT Championship, FIA GT Championship, 1000 km Suzuka, Japan GT Festival in Malaysia, Le Mans Endurance Series, 24-godzinnego wyścigu Le Mans, Malaysia Merdeka Endurance Race, World Touring Car Championship, 24H Series oraz 24H Dubai.

## Wyniki w 24h Le Mans
| Rok  | Zespół             | Partnerzy                          | Samochód            | Klasa | Okr. | Poz. | Klasa Pos. |
| ---- | ------------------ | ---------------------------------- | ------------------- | ----- | ---- | ---- | ---------- |
| 2004 | ChoroQ Racing Team | Haruki Kurosawa Kazuyuki Nishizawa | Porsche 911 GT3-RSR | GT    | 322  | 12   | 2          |